# Shaunavon
Shaunavon är en ort i Kanada.   Den ligger i provinsen Saskatchewan, i den södra delen av landet, 2 500 km väster om huvudstaden Ottawa. Shaunavon ligger 916 meter över havet och antalet invånare är 1 658.
Terrängen runt Shaunavon är platt. Trakten runt Shaunavon är nära nog obefolkad, med mindre än två invånare per kvadratkilometer.. 
Trakten runt Shaunavon består till största delen av jordbruksmark.